# Chlorochaeta tenuisaria
Chlorochaeta tenuisaria là một loài bướm đêm trong họ Geometridae.